# Dubai metro groene lijn
De Dubai metro groene lijn is een van de twee lijnen op het Dubai Metro-netwerk in de stad Dubai, Verenigde Arabische Emiraten. Het loopt door Deira en Bur Dubai, over het algemeen parallel aan Dubai Creek. Er zijn 20 stations aan deze lijn, waarvan er 16 werden geopend door de sjeik van Dubai op 9 september 2011. Eind 2010 was al begonnen met testritten. De groene lijn strekt zich uit van Etisalat tot Dubai Creek en is 22,5 kilometer lang.

## Statistieken
De groene lijn heeft 20 stations, waarvan 12 verhoogd (op een viaduct) en 8 ondergronds. De lijn is 22,5 kilometer lang, waarvan 7,9 kilometer onder de grond. Het wordt bediend door 19 treinen zonder bestuurder (met elk een capaciteit van 643 zitplaatsen) die met een maximumsnelheid van 110 kilometer per uur reizen en 20 tot 30 seconden stoppen bij elk station. Het proefdraaien begon in oktober 2010, de lijn werd op 9 september 2011 ingehuldigd en de volgende dag voor het publiek geopend. De groene lijn was aanvankelijk 17,6 kilometer lang bij opening, maar na de verlenging van Dubai Healthcare City tot Dubai Creek nam de lengte toe tot 22,5 kilometer. De twee stations op deze verlenging (Jaddaf en Dubai Creek) zijn op 1 maart 2014 geopend.
De groene lijn heeft een capaciteit van 6.395 passagiers per uur per richting, met 19 treinen (treinregistraties 5046-5064) in dienst. De ontwerpcapaciteit van deze route wordt geschat op 13.380 passagiers per uur met 60 treinen in dienst.

## Opmerkelijke stations
Er zijn langs de lijn twee overstapstations, Union en BurJuman, waar de rode en groene lijnen elkaar kruisen. De groene lijn heeft zijn hoofddepot bij station Al Qusais.
Station Union is een van de grootste metrostations ter wereld. Met een oppervlakte van 25.000 vierkante meter heeft het een capaciteit van ongeveer 22.000 passagiers per uur. Het station heeft twee niveaus met perrons, en die perrons hebben een lengte van 230 meter, een breedte van 50 meter.
Het grootste verhoogde station op de groene lijn is het Al Qiyadah Station langs Al Ittihad Road, vlak bij het hoofdkantoor van de politie van Dubai. Het station heeft een capaciteit van 11.000 passagiers per uur in elke richting.

## Uitbreiding
Er zijn plannen voor een verdubbeling van de lengte van de groene lijn. Op de 20,6 km verlenging van deze lijn (waarvan 8,6 km ondergronds) zouden 11 of 12 nieuwe stations worden gebouwd waaronder Dubai Festival City, Ras Al Khor, Dubai International City, Silicon Oasis en als eindpunt zal de verlengde lijn Dubai Academic City hebben.

## Afbeeldingen

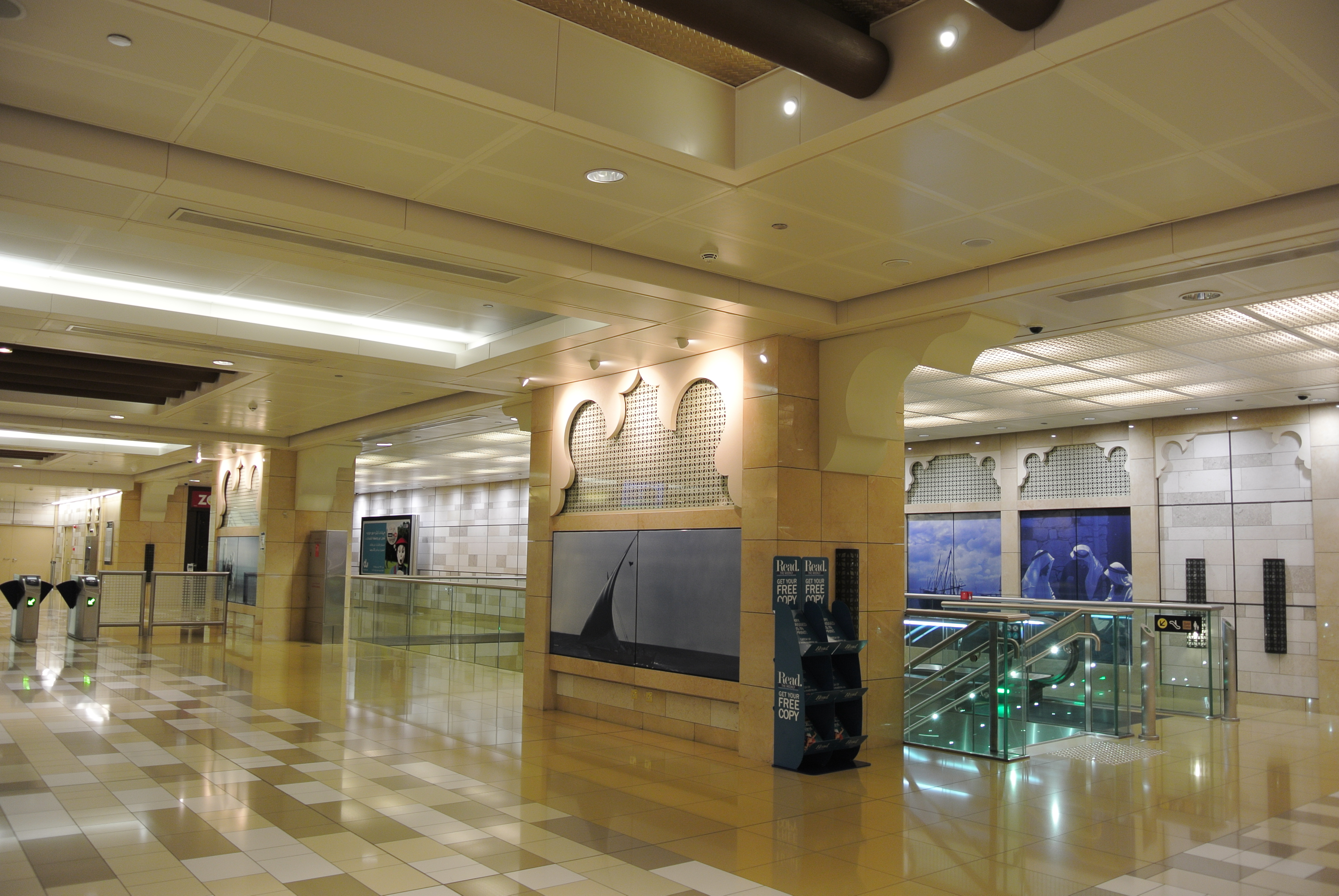
Arabische vormen in architectuur metrostation Al Ras
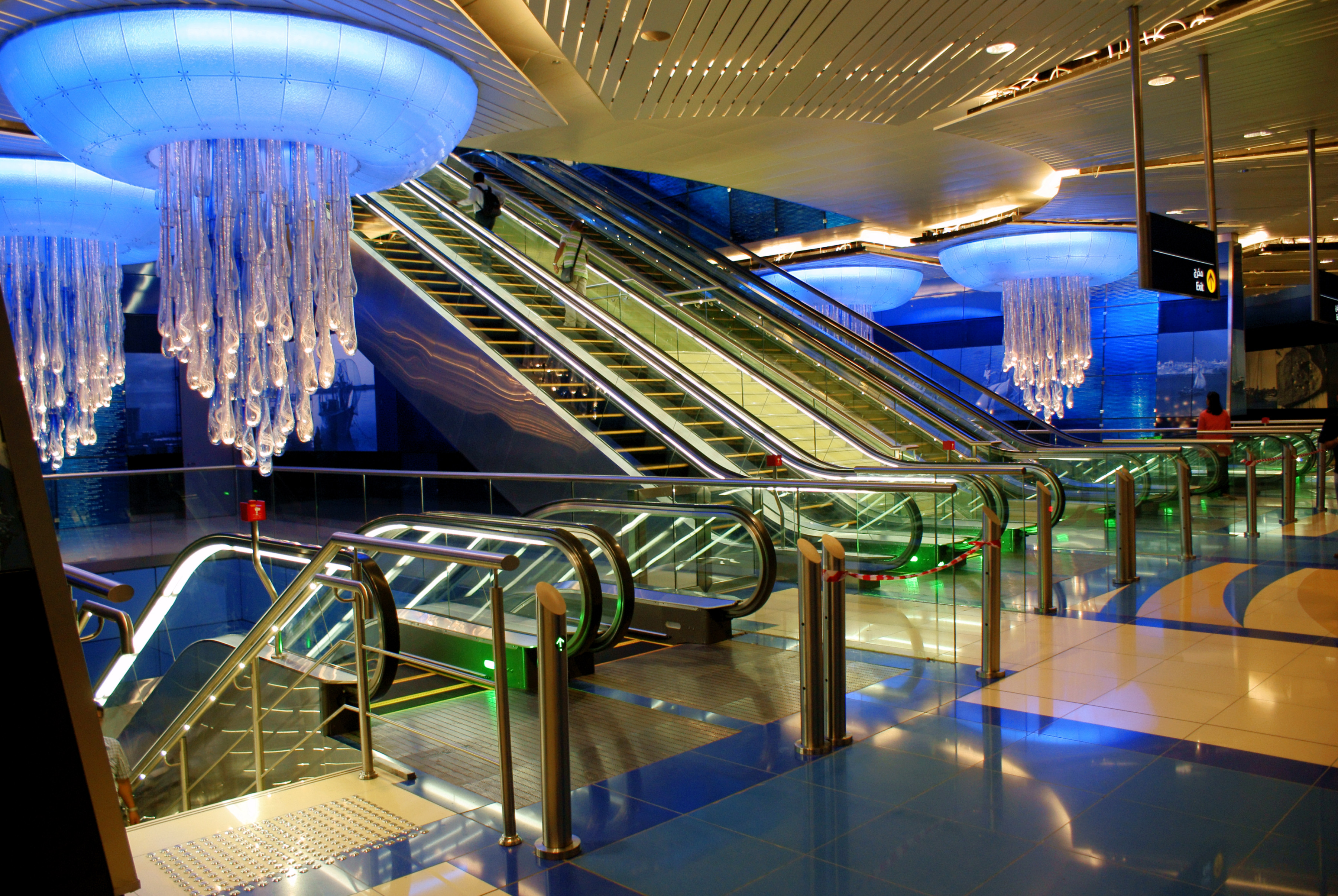
Interieur van BurJuman metrostation
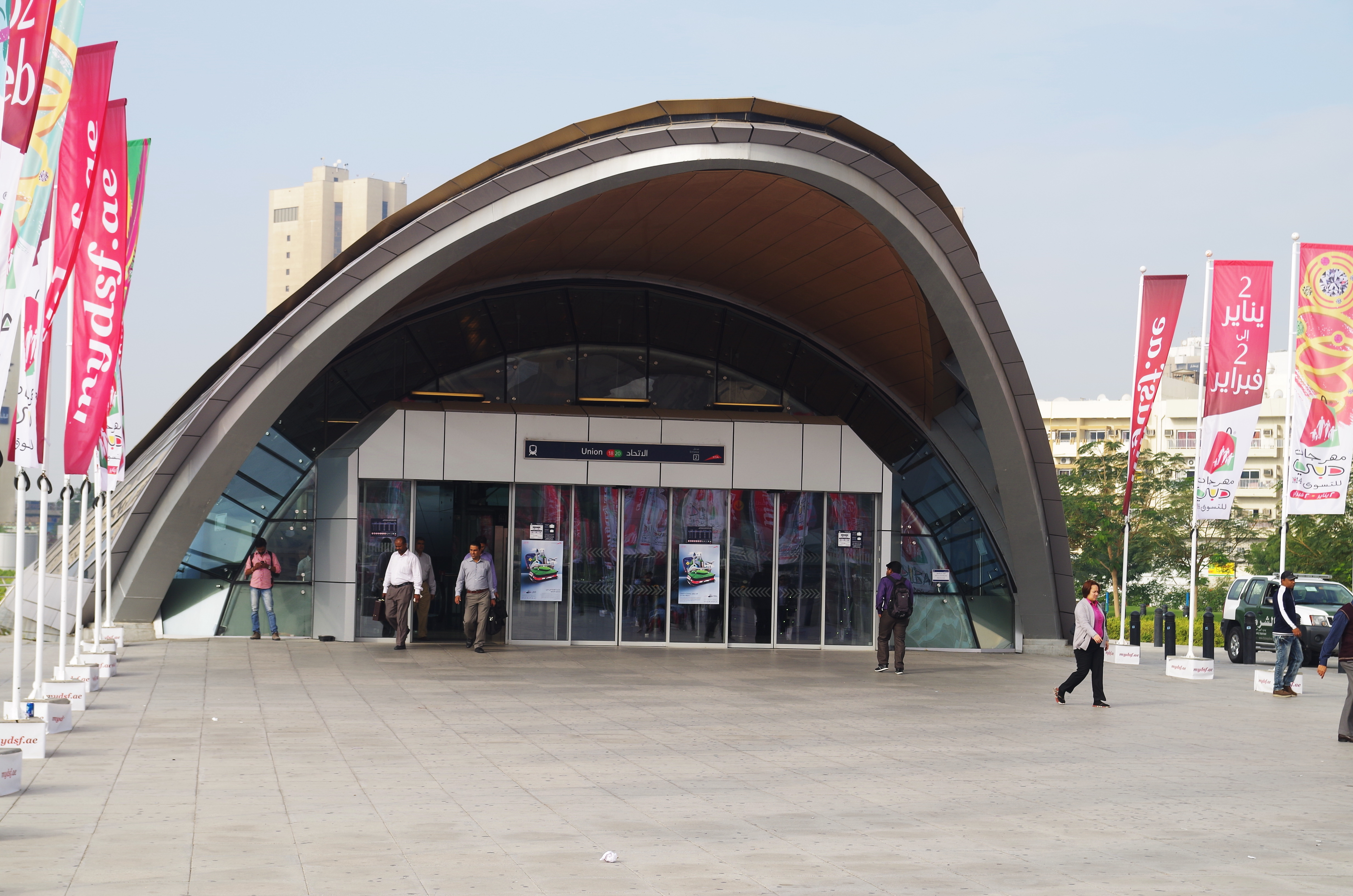
Ingang metrostation Union
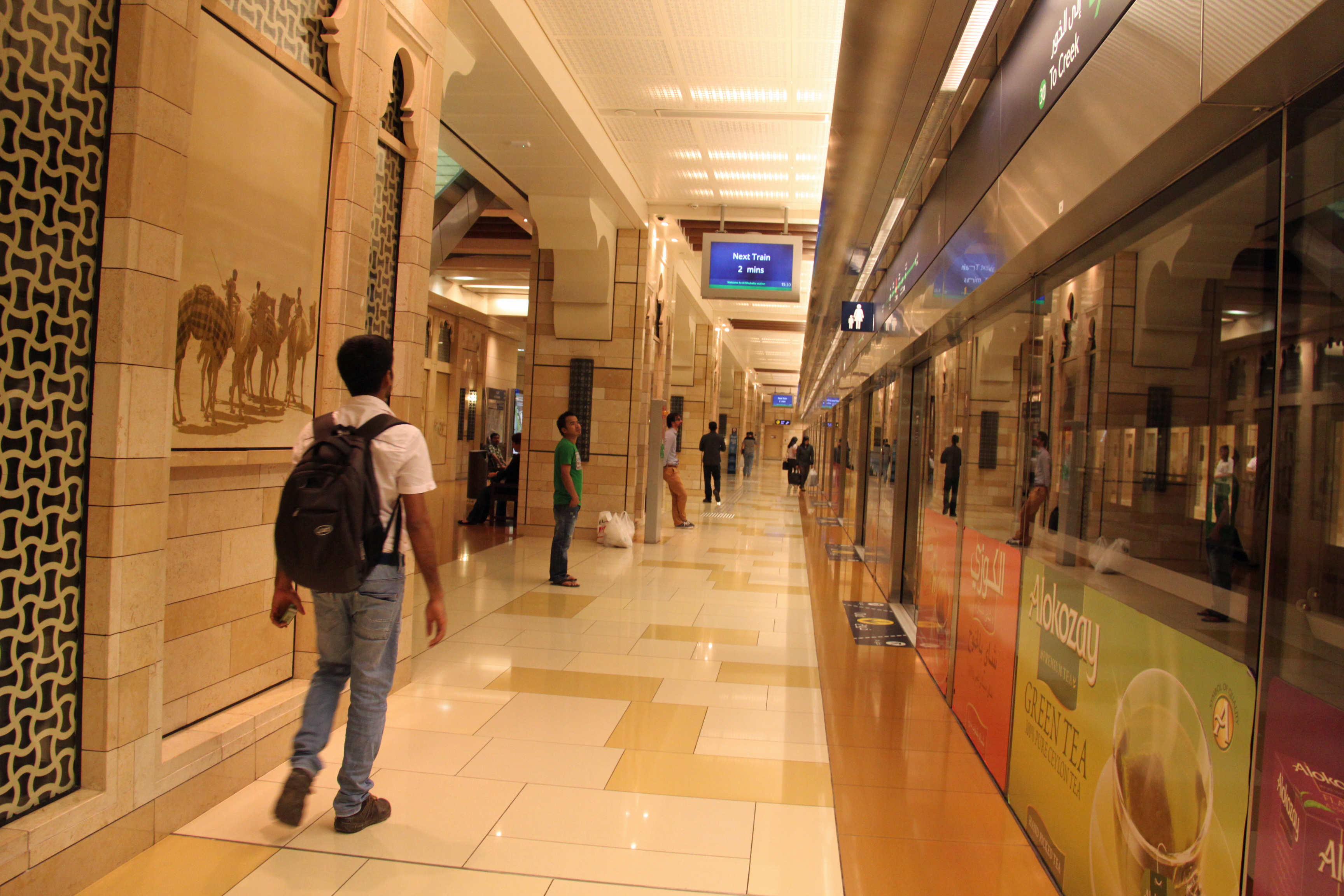
Perron van station Al Ghubaiba